# Slate Springs
Slate Springs – wieś w Stanach Zjednoczonych, w stanie Missisipi, w hrabstwie Calhoun.